# Tromsdalen Fotball 2007
Questa voce raccoglie le informazioni riguardanti il Tromsdalen Fotball nelle competizioni ufficiali della stagione 2007.

## Rosa
| N. |                     | Ruolo | Calciatore               |
| -- | ------------------- | ----- | ------------------------ |
| 1  | Norvegia (bandiera) | P     | Hans Henrik Johansen     |
| 2  | Norvegia (bandiera) | D     | Erlend Stenberg          |
| 3  | Norvegia (bandiera) | D     | Tony-Alexander Haugan    |
| 4  | Norvegia (bandiera) | D     | Miloš Vučenović          |
| 6  | Norvegia (bandiera) | C     | Jørgen Martinsen         |
| 7  | Norvegia (bandiera) | C     | Ole Talberg              |
| 8  | Norvegia (bandiera) | C     | Christer Bernt Johnsgård |
| 9  | Somalia (bandiera)  | A     | Mohammed Ahamed          |
| 10 | Norvegia (bandiera) | A     | Eirik Lamøy              |
| 11 | Norvegia (bandiera) | C     | Morten Giæver            |
| 14 | Norvegia (bandiera) | C     | Jesse Ohene              |
| 14 | Norvegia (bandiera) | C     | Eirik André Yndestad     |
| 15 | Norvegia (bandiera) | C     | Fredrik Riise Allertsen  |
| 16 | Norvegia (bandiera) | D     | Tom Erik Richardsen      |

| N. |                     | Ruolo | Calciatore              |
| -- | ------------------- | ----- | ----------------------- |
| 17 | Norvegia (bandiera) | C     | Preben Yttergård Hansen |
| 18 | Norvegia (bandiera) | C     | Håvard Allertsen        |
| 18 | Norvegia (bandiera) | C     | Thomas Heide            |
| 19 | Norvegia (bandiera) | C     | Jo Nymo Matland         |
| 19 | Norvegia (bandiera) | C     | Are Johannessen         |
| 19 | Norvegia (bandiera) | A     | Aleksander Samuelsen    |
| 20 | Norvegia (bandiera) | D     | Hans Norbye             |
| 20 | Norvegia (bandiera) | D     | Håvard Hagen            |
| 21 | Norvegia (bandiera) | ?     | Christoffer Olsen       |
| 21 | Norvegia (bandiera) | D     | Leo Olsen               |
| 22 | Norvegia (bandiera) | C     | Espen Minde             |
| 23 | Norvegia (bandiera) | P     | Eirik Sørensen          |
| 66 | Norvegia (bandiera) | C     | Torbjørn Jørgensen      |

## Risultati

### Campionato

#### Girone di andata
| Arbitro: | Hansen |

|  |           |               |
|  | Marcatori | 81’ Martinsen |

| Arbitro: | Hafsås |

|           |           |                         |
| Giæver 4’ | Marcatori | 24’ Risholt 90’ Saaliti |

| Arbitro: | Høgberg |

|               |           |                     |
| Mikkelsen 21’ | Marcatori | 5’, 29’, 90’ Ahamed |

| Arbitro: | Johnsen |

|                                    |           |                                                   |
| Stenberg 67’ Lamøy 80’ Talberg 82’ | Marcatori | 11’, 13’ Ringberg 51’ Abiodun 77’ Pasoja 86’ Øren |

| Arbitro: | Ahlsen |

|                                               |           |  |
| Rogstad 5’, 15’ (rig.) Paulsen 79’ Breive 88’ | Marcatori |  |

| Arbitro: | Ahlsen |

|                |           |                         |
| Lamøy 12’, 50’ | Marcatori | 82’ Pelu 90’ Samuelsson |

| Arbitro: | Høgberg |

|                       |           |           |
| Olsen 57’ Martins 61’ | Marcatori | 34’ Hagen |

| Arbitro: | Hakestad |

|                            |           |  |
| Johnsgård 31’ Yndestad 43’ | Marcatori |  |

| Arbitro: | Hansen |

|              |           |  |
| Yndestad 30’ | Marcatori |  |

| Arbitro: | Sælen (Bergen) |

|              |           |  |
| P. Diouf 68’ | Marcatori |  |

| Arbitro: | Hafsås |

|           |           |                |
| Heide 67’ | Marcatori | 81’ Stokkeland |

| Arbitro: | Krokdal |

|                 |           |                               |
| Haug 16’ (rig.) | Marcatori | 45’ (rig.) Heide 90’ Stenberg |

| Arbitro: | Alseth (Stjørdal) |

|              |           |               |
| Yndestad 16’ | Marcatori | 40’ Storesund |

| Arbitro: | Kamben |

|                      |           |            |
| Kanu 57’ Bolseth 90’ | Marcatori | 31’ Giæver |

| Arbitro: | Hafsås |

|                                                     |           |           |
| Ahamed 1’, 3’ Minde 54’ Johnsgård 57’ Martinsen 64’ | Marcatori | 63’ Askar |

#### Girone di ritorno
| Arbitro: | Kamben |

|  |           |                            |
|  | Marcatori | 31’ Johannessen 57’ Hansen |

| Hønefoss 5 agosto 2007, ore 18:00 CEST 17ª giornata                             | Hønefoss  | 2 – 2 referto           | Tromsdalen | AKA Arena (691 spett.) |
| \| \| \| \| \| Hanssen 2’ Risholt 5’ \| Marcatori \| 40’ Johnsgård 45’ Minde \| |           |                         |            |                        |
|                                                                                 |           |                         |            |                        |
| Hanssen 2’ Risholt 5’                                                           | Marcatori | 40’ Johnsgård 45’ Minde |            |                        |

| Arbitro: | Krokdal |

|               |           |                    |
| Samuelsen 30’ | Marcatori | 7’ (rig.) Pedersen |

| Arbitro: | Kjensli |

|                                                           |           |  |
| Abiodun 15’, 19’ Olsen 24’ Dokken 69’ Stenberg 86’ (aut.) | Marcatori |  |

| Arbitro: | Ahlsen |

|                           |           |  |
| Olsen 9’ Heide 73’ (rig.) | Marcatori |  |

| Arbitro: | Hafsås |

|                                                             |           |            |
| Samuelsson 57’ Holtet 65’ Pelu 75’ (rig.) Lindau 86’ (rig.) | Marcatori | 24’ Giæver |

| Tromsdalen 9 settembre 2007, ore 16:00 CEST 22ª giornata | Tromsdalen | 0 – 0 referto | Bodø/Glimt | Tromsdalen Stadion (997 spett.)\| Arbitro: \| Staberg \| |
| Arbitro:                                                 | Staberg    |               |            |                                                          |

| Arbitro: | Hansen |

|                                     |           |                  |
| Thompson 4’ Ystaas 17’ Granerud 81’ | Marcatori | 15’ (rig.) Heide |

| Arbitro: | Kjensli |

|                                          |           |           |
| Johnsen 33’ Weaver 37’ Moen 59’ Eike 61’ | Marcatori | 70’ Minde |

| Arbitro: | Ahlsen |

|            |           |                          |
| Ahamed 58’ | Marcatori | 36’ Koskela 40’ M. Diouf |

| Arbitro: | Hafsås |

|                                                |           |  |
| Borgvardt 15’ Rugland 28’ Helle 48’ Ueland 78’ | Marcatori |  |

| Tromsdalen 14 ottobre 2007, ore 15:00 CEST 27ª giornata   | Tromsdalen | 1 – 1 referto | Raufoss | Tromsdalen Stadion (365 spett.) |
| \| \| \| \| \| Talberg 57’ \| Marcatori \| 47’ Jonsson \| |            |               |         |                                 |
|                                                           |            |               |         |                                 |
| Talberg 57’                                               | Marcatori  | 47’ Jonsson   |         |                                 |

| Arbitro: | Høgberg |

|                                       |           |                          |
| Marøy 17’ Storesund 38’ G. Hansen 90’ | Marcatori | 44’ Martinsen 83’ Ahamed |

| Arbitro: | Kjensli |

|  |           |                 |
|  | Marcatori | 90’ Lubieniecki |

| Arbitro: | Johansen |

|          |           |             |
| Askar 2’ | Marcatori | 32’ Talberg |

### Coppa di Norvegia
| Alta 20 maggio 2007, ore 18:00 CEST Primo turno                               | Bossekop  | 1 – 3 referto                     | Tromsdalen | Nornett Stadion |
| \| \| \| \| \| Buljo 17’ \| Marcatori \| 24’ Heide 48’ Johnsgård 61’ Hagen \| |           |                                   |            |                 |
|                                                                               |           |                                   |            |                 |
| Buljo 17’                                                                     | Marcatori | 24’ Heide 48’ Johnsgård 61’ Hagen |            |                 |

| Tromsdalen 13 giugno 2007, ore 18:00 CEST Secondo turno                                     | Tromsdalen | 3 – 2 referto              | Byåsen | Tromsdalen Stadion |
| \| \| \| \| \| Minde 3’ Heide 27’, 45’ (rig.) \| Marcatori \| 19’ Rike 31’ (rig.) Kaarby \| |            |                            |        |                    |
|                                                                                             |            |                            |        |                    |
| Minde 3’ Heide 27’, 45’ (rig.)                                                              | Marcatori  | 19’ Rike 31’ (rig.) Kaarby |        |                    |

| Arbitro: | Hafsås |

|                                            |           |              |
| Rushfeldt 90’, 118’ Årst 105’ (rig.), 117’ | Marcatori | 2’ Johnsgård |